# Sir-Tech
Sir-Tech, kanadensisk datorspelsutvecklare. Företaget grundades i USA av Robert Woodhead och Norman Sirotek i början på 1980-talet. 1994 startade de ett helägt dotterbolag i Kanada (Sir-Tech of Canada) som tack vare Jagged Alliance-spelen lyckades överleva moderbolaget.

## Utvecklade spel
- (1981) Wizardry: Proving Grounds of the Mad Overlord
- (1982) Wizardry 2: The Knight of Diamonds
- (1983) Wizardry 3: Legacy of Llylgamyn
- (1987) Deep Space: Operation Copernicus
- (1987) Seven Spirits of Ra
- (1987) Wizardry 4: The Return of Werdna
- (1988) Usurper: Mines of Qyntarr
- (1988) Wizardry 5: Heart of the Maelstorm
- (1990) Wizardry 6: Bane of the cosmic forge
- (1990) Freakin' Funky Fuzzballs
- (1992) Wizardry 7: Crusaders of the dark savant
- (1994) Jagged Alliance
- (1994) The Realms of Arkania Trilogy
- (1995) Druid: Daemons of the Mind
- (1995) Jagged Alliance: Deadly Games
- (2001) Wizardry 8